# 453
Період падіння Західної Римської імперії. У Східній Римській імперії завершилося правління Пульхерії, розпочалося правління Маркіана. У Західній правління Валентиніана III, значна частина території окупована варварами, зокрема в Іберії утворилося Вестготське королівство, а Північну Африку захопили вандали. У Південному Китаї правління династії Лю Сун. В Індії правління імперії Гуптів. У Японії триває період Ямато. У Персії править династія Сассанідів.
На території лісостепової України Черняхівська культура. У Північному Причорномор'ї готи й сармати. Історики VI століття згадують плем'я антів, що мешкало на території сучасної України приблизно з IV сторіччя. З'явилися гуни, підкорили остготів та аланів й приєднали їх до себе.

## Події
- Вождь гунів Аттіла помер після весілля з готською принцесою Ілдікою. Він планував новий похід на Константинополь з метою змусити Східну Римську імперію відновити виплату данини. Його володіння розділили між собою сини Елак, Денгизих та Ернак і розпочали боротьбу одне з одним. Центром володінь гунів згодом стала сучасна територія України.
- Померла імператриця Східної Римської імперії Пульхерія. Імператором став її чоловік Маркіан.
- Королівство візіготів очолив Теодоріх II.

## Померли
- Аттіла
- Пульхерія